# Abisso Ramapo
L’abisso Ramapo è un abisso marino situato nella parte occidentale dell'Oceano Pacifico. Con i suoi 9695m di profondità è il punto più profondo della fossa Izu-Ogasawara. 

## Localizzazione geografica
L'abisso Planet si trova nella fossa Izu-Ogasawara, una continuazione della fossa del Giappone, che si sviluppa a sud del Giappone.
L'abisso è posizionato alle coordinate 31°N e 142°W.